# 송형석
송형석(宋亨錫, 1965년 1월 28일 ~ )은 전 KBO 리그 태평양 돌핀스의 내야수이다.

## 선수 시절

### 태평양 돌핀스시절
1988년에 입단하였다.

## 출신 학교
- 광주상업고등학교
- 단국대학교